# Peroxidase-Anti-Peroxidase-Methode
Die Peroxidase-Anti-Peroxidase-Methode, oft abgekürzt als PAP-Methode, ist eine Form der Immunmarkierung und dient somit dem Nachweis von einzelnen Molekülen unter Verwendung von Antikörpern.

## Prinzip
Die PAP-Methode wurde in den 1980ern eingeführt, da sie eine niedrigere Nachweisgrenze und geringere Hintergrundanfärbung zeigte als ihre Vorgänger. Erfunden wurde sie 1979 von L. Sternberger. Die Methode nutzt eine Signalverstärkung bei der Immunfärbung durch einen Sandwich aus dem nachzuweisenden Antigen, den bindenden Antikörpern, dem Enzym Meerrettichperoxidase (HRP, von horseradish peroxidase) und einem anti-HRP-Antikörper. Der PAP-Komplex beinhaltet Antiserum einer Spezies und wird mit dem Enzym zusammen gegeben, auf dass sie einen Komplex bilden. Dieser Komplex bildet ein stöchiometrisches Verhältnis von zwei Molekülen IgG zu drei Molekülen Enzym. Dann bindet er an einen sekundären Antikörper, welcher als Brücke zwischen dem primären Antikörper und dem PAP-Komplex fungiert. Dieser Aufbau hat den Vorteil, dass der Komplex lösbar bleibt während die enzymatische Aktivität nicht beeinflusst wird durch die Bindung der Immunglobuline.